# 笠原博徳
笠原 博徳（かさはら ひろのり，1957年7月26日 - )は，日本の計算機科学者。
世界のコンピュータ学会IEEE Computer Society 2018年会長に、北米以外から初めて選ばれた。
専門は、並列処理、グリーンコンピューティング。工学博士（早稲田大学、1985年）。早稲田大学 副総長（2018年11月-2022年9月）。現在、同大理工学術院基幹理工学部情報理工学科教授。
現在、カーボンニュートラルへの貢献を目指し、太陽光等再生可能エネルギーで動作するサーバー、パソコン、スマートフォン、冷却無しで動作する自動車、ロボット等用低消費電力AIアクセラレータ等の研究とその実用化研究を行っている。

## 来歴
1976年 早稲田大学高等学院卒業。1980年 早稲田大学理工学部電気工学科卒業、工学士（1980年）。1982年早稲田大学大学院理工学研究科電気工学専攻修士課程修了、工学修士（1982年）。1983年 早稲田大学理工学部助手。1985年同博士課程修了。工学博士（1985年）を並列処理、マルチプロセッサ・スケジューリング・アルゴリズムとそのロボット制御応用の研究で取得。同年、カリフォルニア大学バークレー校客員研究員, 日本学術振興会第1回特別研究員(PD)。
1985年より、16個のRISCプロセッサを接続した、コンパイラ協調型マルチプロセッサOSCAR（Optimally Schedule Advanced Multiprocessor）プロジェクト（共有メモリに加え、各プロセッサが分散共有メモリとローカルメモリを持ち、3本バス、プロセッサ間階層バリア同期機構、ブロードキャスト機能を持つマルチプロセッサ）を産学連携で開始し、1987年に完成した。また、1985年カリフォルニア大学バークレー校, EECS Prof. Leon Chua教授と共に電子回路シミュレーションの自動並列化の研究を行った後、日本学術振興会第一回PD特別研究員を経て、1986年早稲田大学理工学部電気工学科専任講師に着任。1988年 早稲田大学理工学部助教授。
1989年-1990年 イリノイ大学アーバナ・シャンペーン校Center for Supercomputing R&D客員研究員。Center for Supercomputing R&Dにて行われたCedarスーパーコンピュータ・プロジェクトに参加し、Prof. David Kuck、 Prof. David Padua、世界から集まった多くの研究者と共に、並列化コンパイラ、アーキテクチャとコンパイラの協調について研究後、早稲田大学にて並列処理技術の研究を続けた。
1980年代後半から2010年第中旬まで、世界一となった日本のスーパーコンピュータ NWT(Numerical Window Tunnel)、地球シミュレータ（Earth Simulator）、京（K）等の開発プロジェクトに参加した。
1993年 九州大学大学院総合理工学研究科 非常勤講師。
1997年 早稲田大学理工学部教授。その後理工学術院基幹理工学部情報理工学科教授。
2000年より、経済産業省アドバンスト並列化コンパイラ、先進ヘテロジニアスマルチコアプロセッサ、情報家電用マルチコアプロセッサ等のプロジェクをリードし、マルチコアアーキテクチャと自動並列化・低消費電力化コンパイラの協調設計（Co-design）による太陽光電力で動作する4コアと8コア・ホモジニアス・マルチコアと15コア・ヘテロジニアス・マルチコア（8汎用コアと3種7個のアクセラレータ集積）とそのコンパイラを開発し、各チップを半導体世界最高峰の国際会議であるIEEE ISSCC 2007, 2008, 2010にて発表した。
NEDOプロジェクトにて、15cm画の太陽光パネルからの電力で動作し、チップ冷不要のマルチコアチップの開発に成功し、その成果を2010年に総合科学技術会議にて紹介した。
また、2009年より、IEEE Computer Society理事、IEEE Multicore STC委員長として活躍し、2018年IEEE Computer Society会長に、北米以外で学位を取得し、北米以外で勤務する始めての会員として選出され、世界168カ国からの30万人以上のコミュニティ会員の研究・教育・標準化に貢献した。
2004年 早稲田大学アドバンストマルチコアプロセッサ研究所所長。2009年-2014年 IEEE Computer Society Board of Governors。2010年 IEEE Computer Society Golden Core Member, エジプト日本科学技術大学 客員教授（～2011年）。
2011年からは、プロジェクトリーダとして、経済産業省支援により早稲田大学グリーン・コンピューティング・システム研究開発センターを創設し、産官学連携研究・ベンチャー起業の推進を行っている。また東京大学 情報科学科 非常勤講師, グリーン・コンピューティング・システム研究機構運営委員。2015年 情報処理学会フェロー。
2017年 IEEE Fellow, IEEE Computer Society President Elect, IEEE Computer Society Executive Committee Member, IEEE Computer Society Strategic Planning Committee SP9 Chair, IEEE Computer Society Planning Committee Chair, 日本工学アカデミー会員, 日本学術会議連携会員, Professional member of the IEEE Eta Kappa Nu(IEEE-HKN), 公益財団法人大川情報通信基金 評議員。
2018年11月から2022年9月までは、早稲田大学副総長として、COVID-19感染拡大に伴う5万人の学生のオンライン・ハイブリッド教育システムの整備、大学の持続的研究力強化を目指した早稲田オープン・イノベーション・エコシステム(産学連携・知財創出活用・社会ニーズを理解した高度人材育成・ベンチャー育成を持続的にスパイラルアップさせていく方策)を推進した。
2018年 IEEE Computer Society President, IEEE Computer Society Executive Committee Chair, IEEE Technical Activity Board Member, 早稲田大学副総長（研究推進、情報化推進担当）, 公益財団法人大川情報通信基金 大川賞審査委員, 早稲田大学系属早稲田渋谷シンガポール校 代表取締役（-2022年9月）, 早稲田中学校・高等学校 理事・評議員（-2022年9月）, 早稲田大学オープンイノベーション戦略研究機構 機構長（-2022年9月）, 早稲田大学産学官研究推進センター長(～2019年) , 2019年 一般社団法人　産業競争力懇談会(COCN) 理事, IEEE Computer Society Past President, IEEE Computer Society Executive Committee Member, IEEE Computer Society Nomination Committee Chair, 早稲田大学リサーチイノベーションセンター 所長(～2020年), 公益財団法人私立大学情報教育協会 常務理事（～2021年）。
2020年 早稲田大学副総長（研究推進担当）（～2022年9月）, 早稲田大学リサーチイノベーションセンター知財・研究連携支援部門(TLO)所長(-2020年), 日本工学アカデミー理事。
2021年 早稲田大学リサーチイノベーションセンター 統括所長（～2022年9月20日）。
2023年 IEEE Life Fellow。

## 主な著作等
- H. Kasahara, S. Narita, "Practical Multiprocessor Scheduling Algorithms for Efficient Parallel Processing", IEEE Trans. on Computers, Vol. C-33, No. 11, pp.1023-1029, Nov. 1984.
- H. Kasahara, S. Narita, "Parallel Processing of Robot Arm Control Computation on a Multimicroprocessor System", IEEE Journal of Robotics and Automation, Vol. RA-1, No. 2, Jun. 1985.
- H. Kasahara, T. Fujii, H. Nakayama, S. Narita, L. Chua, "A Parallel Processing Scheme for the Solution of Sparse Linear Equations Using Static Optimal Multiprocessor Scheduling Algorithms", Proc. 2nd Int. Conf. on Supercomputing, May. 1987.
- H. Kasahara, H. Fujii, M. Iwata, "Parallel Processing of Robot Motion Simulation", Proc. IFAC 10th World Congress, pp.329-336, Jul. 1987.
- H. Kasahara, H. Honda, S. Narita, "Parallel Processing of Near Fine Grain Tasks Using Static Scheduling on OSCAR (Optimally Scheduled Advanced Multiprocessor)", Proceedings of IEEE Supercomputing '90, pp.856-864, Nov. 1990.
- 笠原博徳,　並列処理技術,　コロナ社, 1991.
- “アドバンスト並列化コンパイラ技術の研究開発～並列コンピュータを10倍速くするソフトウェアを開発～”, Focus NEDO, Vol.3 NO.9, pp12-13, 2003.5. https://dl.ndl.go.jp/view/prepareDownload?itemId=info%3Andljp%2Fpid%2F8731710&contentNo=1
- NEDO「半導体アプリケーションチッププロジェクト（情報家電用半導体アプリケーションチップ技術開発）」評価委員会: 資料6-1 テーマ別評価資料:  (1) リアルタイム情報家電用マルチコア技術の研究開発, 2008, https://www.nedo.go.jp/content/100086679.pdf
- “NEDO半導体アプリケーションチッププロジェクト（情報家電分野）：情報家電用ヘテロジニアス・マルチコア技術の研究開発“, 2012, https://www.nedo.go.jp/activities/ZZ_00363.html
- Masayuki Ito, Toshihiro Hattori, Yutaka Yoshida, Kiyoshi Hayase, Tomoichi Hayashi, Osamu Nishii, Yoshihiko Yasu, Atsushi Hasegawa, Masashi Takada, Masaki Ito, Hiroyuki Mizuno, Kunio Uchiyama, Toshihiko Odaka, Jun Shirako, Masayoshi Mase, Keiji Kimura, Hironori Kasahara, "An 8640 MIPS SoC with Independent Power-off Control of 8 CPU and 8 RAMS by an Automatic Parallelizing Compiler", Proc. of IEEE International Solid State Circuits Conference (ISSCC2008), Feb. 2008.
- Y. Yuyama, M. Ito, Y. Kiyoshige, Y. Nitta, S. Matsui, O. Nishii, A.Hasegawa, M. Ishikawa, T. Yamada, J. Miyakoshi, K. Terada, T. Nojiri, M. Satoh, H. Mizuno, K. Uchiyama, Y. Wada, K. Kimura, H. Kasahara, H.Maejima, "A 45nm 37.3GOPS/W Heterogeneous Multi-Core SoC", IEEE INTERNATIONAL SOLID-STATE CIRCUITS CONFERENCE (ISSCC 2010), San Francisco, Feb. 8. 2010.
- Hironori Kasahara, "Automatic Multigrain Parallelization, Memory Optimization and Power Reduction Compiler for Multicore Systems", Keynote Speech at ICS-2018: The 32nd ACM International Conference on Supercomputing, Jun. 13. 2018.
- IEEE Computer Society - Multicore Video Series,  https://ieeetv.ieee.org/ondemand/IEEE-CS-Multicore/372
- Hironori Kasahara, "Satisfaction and Sustainability", Computer IEEE Computer Society, pp4-6, Jan. 2018.　https://ieeexplore.ieee.org/document/8267985
- Hironori Kasahara, "2018 CS PRESIDENT’S MESSAGE --Collaboration for the Future--", Computer, January 2019, IEEE Computer Society, pp72-76, Mar. 2019.　https://ieeexplore.ieee.org/document/8666648
- Jean-Luc Gaudiot, Hironori Kasahara, "Computer Education in the Age of COVID-19", Computer, January 2020, IEEE Computer Society, Vol. 53, No. 10, pp.114-118, Oct. 2020. (Open Access:  https://ieeexplore.ieee.org/document/9206411 )
- 笠原博徳, “早稲田大学におけるオンライン/ハイブリッド教育”, 国立情報学研究所【第16回】4月からの大学等遠隔授業に関する取組状況共有サイバーシンポジウム 遠隔・対面ハイブリッド講義に向けての取り組み, 2020年9月11日. https://www.youtube.com/watch?v=tZW3uxBhLlM
- 笠原博徳，“早稲田大学オープンイノベーションエコシステムの展開”,　 https://www.youtube.com/watch?v=f2pCW09fEiI

## 受賞歴
- 1987年 IFAC World Congress第1回Young Author Prize受賞。
- 1997年 情報処理学会坂井記念特別賞受賞
- 2005年 STARC(半導体理工学研究センター)共同研究賞受賞
- 2008年 第15回 LSI・オブ・ザ・イヤー 2008 準グランプリ受賞
- 2010年 IEEE Computer Society Golden Core Member Award
- 2014年 平成26年度科学技術分野の文部科学大臣表彰科学技術賞研究部門受賞
- 2017年 IEEE Computer Society Fellow受賞
- 2019年 IEEE Computer Society Spirit of the Computer Society Award受賞
- 2020年 情報処理学会功績賞受賞
- 2020年 テレコム先端技術研究支援センター(SCAT)表彰会長大賞受賞
- 2023年 IEEE Life Fellow